# Pseudogerunda willemsei
Pseudogerunda willemsei is een rechtvleugelig insect uit de familie veldsprinkhanen (Acrididae). De wetenschappelijke naam van deze soort is voor het eerst geldig gepubliceerd in 1935 door Bey-Bienko.